# Дрізд-короткодзьоб Свенсона
Дрізд-короткодзьоб Све́нсона, або дрізд Свенсона (Catharus ustulatus)  — вид птахів з родини дроздових (Turdidae), роду дрізд-короткодзьоб (Catharus).

## Поширення
Ареал виду простягається у лісовій зоні Канади та Аляски, Тихоокеанського узбережжя, Скелястих гір, північну частину області Великих озер та верхніх Аппалачів. Взимку мігрує до Південної та Центральної Америки. 
В Європі трапляється як рідкісний, залітний восени птах. В Україні спостерігався в кінці ХІХ ст. поблизу Харкова.